# Јуриј Бережко
Јуриј Викторович Бережко (рус. Юрий Викторович Бережко;  Комсомољск на Амуру, 27. јануар 1984) руски је одбојкаш.

## Биографија
Рођен је 27. јануара 1984. године у месту Комсомољск на Амуру. Игра на позицији коректора. У каријери је наступао углавном за руске клубове, док је у иностранству играо за италијанску Модену и турски Галатасарај.
Са репрезентацијом Русије освојио је злато на Олимпијским играма у Лондону 2012. године, после победе у финалу над Бразилом. На Играма у Пекингу 2008. године освојио је бронзану медаљу. 
Са сениорском репрезентацијом је освојио још златну медаљу на Европском првенству 2013. и сребро 2007. године.
Бережко је ожењен, има сина по имену Александар.

## Успеси
Русија
- медаље
- злато: Олимпијске игре Лондон 2012.
- бронза: Олимпијске игре Пекинг 2008.